# طلال الرشيدي
طلال الرشيدي (مواليد 24 يوليو 1993) هو لاعب رماية كويتي محترف. شارك في حدث التراب في أولمبياد صيف 2012.
تأهل الرشيدي لدورة الألعاب الأولمبية الصيفية للرماية 2012 عندما فاز بميدالية فضية في بطولة آسيا للرماية 2012.